# Eutane terminalis
Eutane terminalis là một loài bướm đêm thuộc phân họ Arctiinae, họ Erebidae.